# 耶瑟里希湖
52°24′56″N 12°41′43″E / 52.41556°N 12.69528°E
耶瑟里希湖（德語：Jeseriger See），是德國的湖泊，位於該國西南部，由勃蘭登堡州負責管轄，處於波茨坦-米特爾馬克縣，長0.3公里、寬0.1公里，面積0.04平方公里，海拔高度28米。